# Плановське
Плановське (рос. Плановское) — село у Терському районі Кабардино-Балкарії Російської Федерації.
Орган місцевого самоврядування — сільське поселення Плановське. Населення становить 3456 осіб.

## Історія
Згідно із законом від 27 лютого 2005 року органом місцевого самоврядування є сільське поселення Плановське.

## Населення
| 2002 | 2010  |
| ---- | ----- |
| 3381 | ↗3456 |